# Pekao Investment Management
Pekao Investment Management S.A. (dawniej Pioneer Pekao Investment Management S.A.) – spółka holdingowa z grupy Banku Pekao S.A. założona w 1999. Do 1 października 2016 świadcząca w Polsce w ramach licencji brokerskiej usługę zarządzania portfelami: funduszy inwestycyjnych, ubezpieczeniowymi oraz osób indywidualnych. Była częścią grupy działającej pod marką Pioneer Pekao Investment.

## Historia
Spółka Pioneer Pekao Investment Management SA powstała poprzez przekształcenie wcześniej istniejącej spółki zarządzania portfelami (Pioneer Assets Management SA) i przeniesienia do tej struktury departamentu zarządzania aktywami Centralnego Domu Maklerskiego Pekao SA.
Od 1 stycznia 2001 Pioneer Pekao Investment Management zarządzało aktywami polskich funduszy Pioneer. 1 kwietnia 2001 przejeło z Centralnego Domu Maklerskiego Pekao S.A. portfele klientów indywidualnych oraz portfel wierzycielskich papierów wartościowych Banku Pekao S.A. Od 14 maja 2001 zarządzało aktywami Eurofunduszy (później Pioneer) – funduszy inwestycyjnych należących do Pekao Towarzystwa Funduszy Inwestycyjnych (dawniej Pioneer Pekao TFI).
Do 30 września 2016 spółka zarządzała aktywami funduszy Pioneer oraz świadczyła usługę zarządzania portfelami instrumentów finansowych. Od 1 października 2016 zarządzanie aktywami funduszy, którymi dotychczas zarządzał Pioneer Pekao Investment Management S.A., odbywa się bezpośrednio w Pekao TFI S.A. Jednocześnie 1 października 2016 usługa zarządzania portfelami instrumentów finansowych została przeniesiona do Pekao TFI S.A.
W 15 lutego 2018 nastąpiła zmiana nazwy na Pekao Investment Management S.A.